# Јожеф Тот
Јожеф Тот (мађ. Tóth József; Мошонмађаровар, 2. децембар 1951 — 11. август 2022) био је професионални фудбалер који играо на позицији одбрамбеног играча за мађарски прволигашки клуб Дожа Печуј, Ујпешт Дожа МТК ВМ и  био је  мађарски фудбалски репрезентативац. Учествовао је на светским првенствима у фудбалу 1978. и 1982. године где је на оба првенства Мађарска елиминисана у првом колу.

## Каријера

### Клуб
Јожеф Тот је почео да игра фудбал у свом родном граду Мошонмађаровар. Одатле се преселио у Печуј 1969. године заједно са Иштваном Кочишом, који је истовремено са њим прешао у Будимпешту, док је Кочиш каријеру наставио у Хонведу, Тот је наставио каријеру код Ујпештанске Доже. Између 1984. и 1986. играо је за  МТК-ВМ у највишој лиги, а затим је завршио фудбалску каријеру у финском ИФ Крафт. Од новембра 1986, током паузе у финском првенству, играо је за Ержебет СМТК у регионалном првенству.
Играо је на неколико позиција, у почетку као лево крило, касније као леви везни. У репрезентацију је дошао као леви бек, а на крају каријере играо је и на позицији централног бека.

### Репрезентација
У репрезентацији Мађарске играо је 56 пута између 1974. и 1983. године и постигао је један гол. Био је члан репрезентација на Светском првенству у Аргентини 1978. и Шпанији 1982. године, постигавши свој једини гол за репрезентацију у Шпанији у победи од 10 : 1 над Ел Салвадором.

## Достигнућа
- Прва лига Мађарске у фудбалу
  - шампион: 1977/78, 1978/79
- Куп Мађарске у фудбалу (MNK)
  - победник: 1982, 1983